# Ryūkōka
El ryūkōka (流行歌 Canción popular?) es un género musical japonés. El término originalmente denotaba cualquier tipo de "música popular" en japonés. Por lo tanto, el imayō, que fue promovido por el emperador Go-Shirakawa en el período Heian, era también una clase de ryūkōka. Hoy en día, sin embargo, el ryūkōka se refiere específicamente a la música popular japonesa de finales de los años 1920 a principios de los años 1960. Algunas de las raíces del ryūkōka se desarrollaron de la música clásica occidental. El ryūkōka finalmente se dividió en dos géneros: el enka y el poppusu. A diferencia del enka, las canciones arquetipales del ryūkōka no usaban el método kobushi de canto. El ryūkōka usado el legato. Bin Uehara y Yoshio Tabata se consideran como los principales fundadores del estilo moderno del canto del kobushi.
Muchos compositores y cantantes de ryūkōka siguieron ganando distinciones oficiales; Ichiro Fujiyama y los compositores Masao Koga y Ryoichi Hattori recibieron el Premio del Honor del Pueblo en años posteriores.
Aunque el enka se ramificó del ryūkōka, muchos cantantes de este último género proclamaron el desdén fuerte para su descendiente estilístico. En una entrevista de 1981, Noriko Awaya dijo: "Siempre que oigo enka, tengo que alejarme de la música porque tengo ganas de vomitar".

## Legado
Una parte de la música de estilo occidental de Ryoichi Hattori durante ese período se mantuvo en la música clásica de estilo occidental de Japón y se transvaloró en los años 2000. Su álbum del tributo fue lanzado el 17 de octubre de 2007. Varios músicos como Hideaki Tokunaga (para "Wakare no Blues"), Kazumasa Oda (para "Suzhou Nocturne"), Masaharu Fukuyama (para "Tokyo Boogie-woogie") y Tokyo Ska Paradise Orchestra (para "Aoi Sanmyaku") en el álbum. El álbum del tributo debutó en la posición número diez en las cartas de álbum semanales japonesas de Oricon.